# Эррейд
Э́ррейд (англ. Erraid, гэльск. Eilean Earraid) — приливный остров в архипелаге Внутренние Гебридские острова, область Аргайл и Бьют, Шотландия, Великобритания.

## География, демография
Остров имеет приблизительные размеры 1,8 на 1,4 километра, площадь — 1,87 км², наивысшая точка — 75 метров над уровнем моря. С севера и востока Эррейд отделён от острова Малл узкими проливами, пересыхающими во время отлива — ваттами, с востока в самой узкой части расстояние между островами составляет не более 70 метров. С юга и запада Эррейд окружён многочисленными необитаемыми островками и скалами, в 2,5 километрах к северо-западу расположен остров Айона.
В 2001 году на острове постоянно проживали 8 человек в пяти домохозяйствах, в 2011 году — 6 человек в четырёх.

## Факты

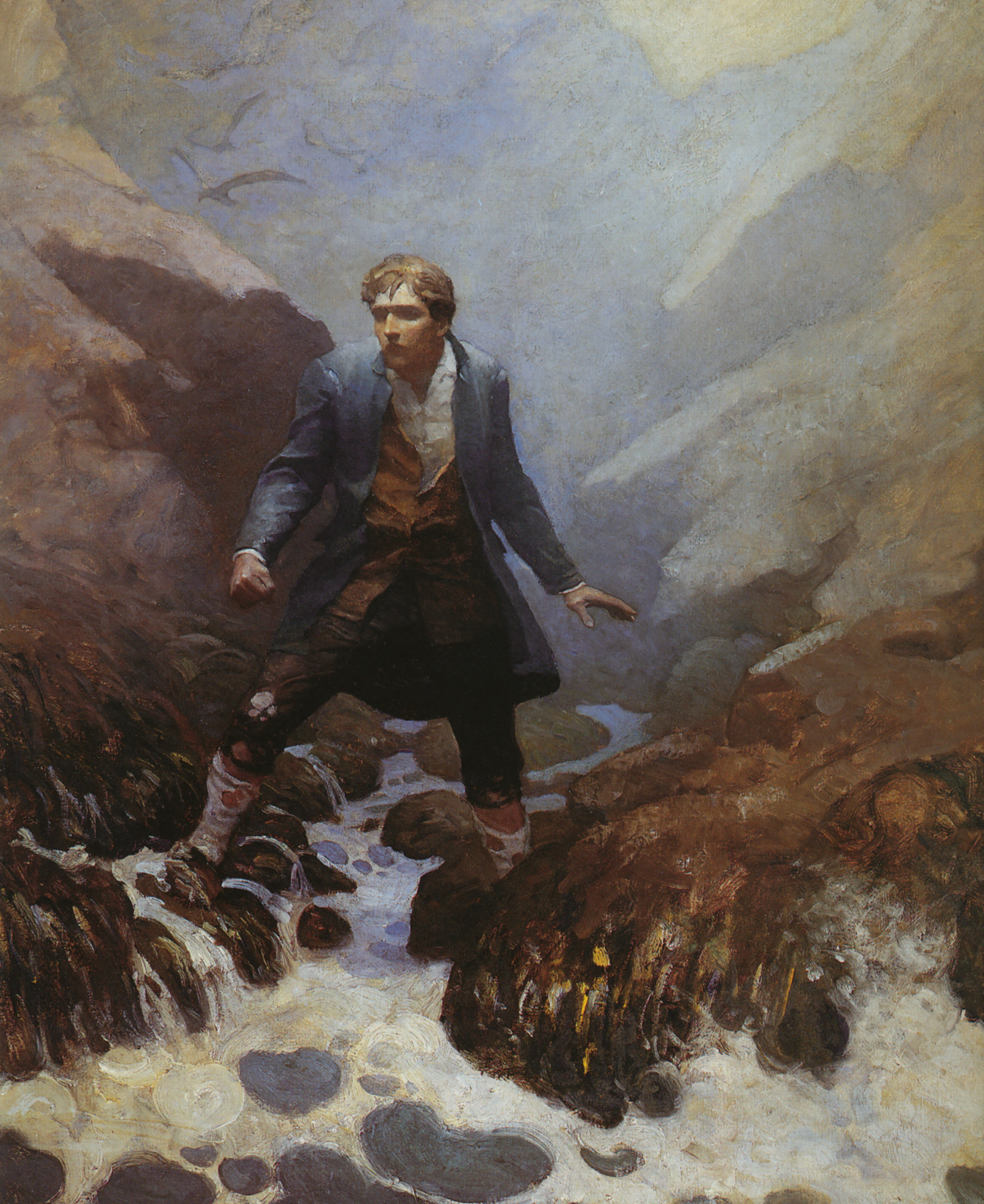
Ньюэлл Конверс Уайет. «На острове Эррейд» (1912) — иллюстрация к роману «Похищенный» (1886).

Роберт Льюис Стивенсон неоднократно посещал остров Эррейд, именно на этот остров был выброшен главный герой романа Стивенсона «Похищенный» (1886). Также Стивенсон описывает этот остров в своём рассказе «Весёлые Молодцы» (1882).

На северо-западе Эррейда расположена довольно высокая скала, которую я часто посещал, так как с её плоской вершины был виден пролив, но, за исключением времени, потраченного на сон, я не оставался подолгу на одном месте: мое несчастье не давало мне покоя, и я изнурял себя постоянным бесцельным блужданием взад и вперёд под дождём.— Р. Л. Стивенсон. «Похищенный», глава XIV.
Эррейд является частным владением голландской семьи, на нём с начала 1980-х годов живёт идейная община, являющаяся частью Фонда Файндхорн. Эти люди объявили себя эко-деревней, живут натуральным хозяйством, ловят рыбу, разводят коров, овец, кур, гусей, в свободное время поют, танцуют и медитируют. Тем не менее на острове есть электричество, биотуалеты, телефонная и Интернет-связь (в одном доме).
Известный актёр Дэвид Духовны праздновал свой 10-й день рождения (7 августа 1970 года) на острове Эррейд.